# Eranina univittata
Eranina univittata là một loài bọ cánh cứng trong họ Cerambycidae.